# 나우루의 재외공관 목록

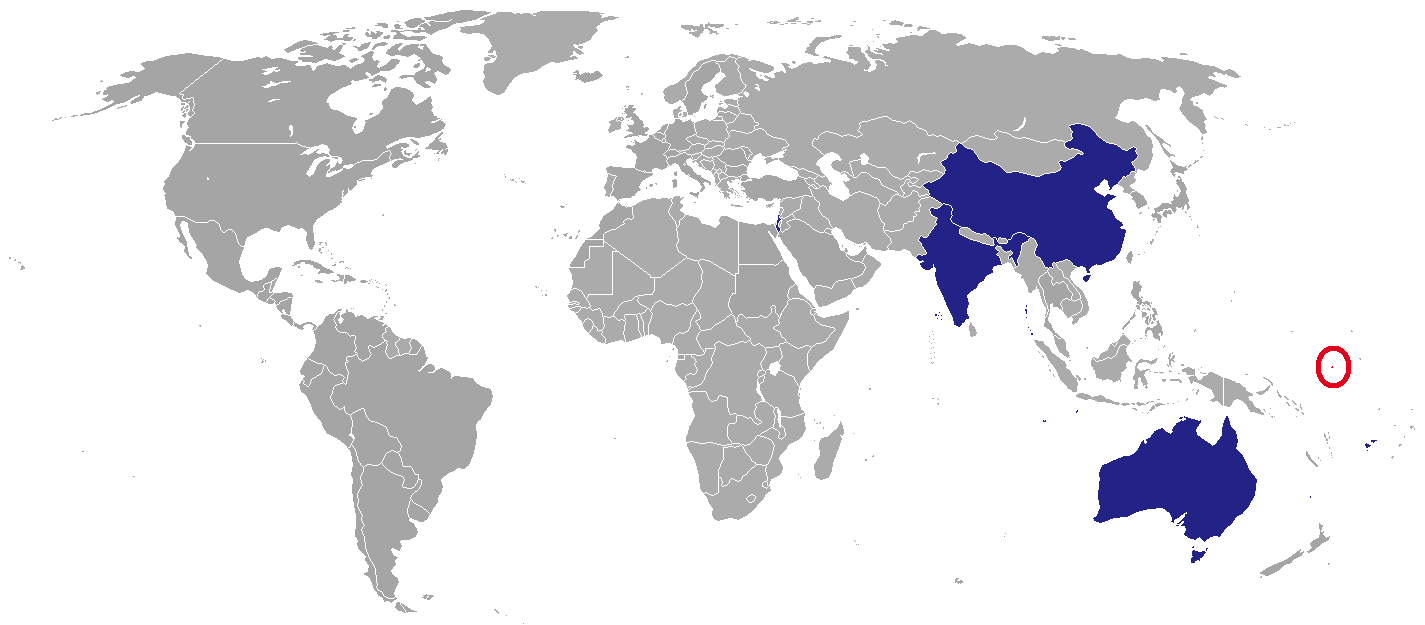
각국에 설치된 나우루의 재외공관들

나우루의 재외공관 목록은 나우루 주재 대사관 및 고등판무관 사무소를 각국에 상주시켜 놓는 것을 의미하며, 나우루의 재외공관을 나열한 목록이다.

## 아시아
- 인도 : 뉴델리 (고등판무관 사무소)
- 태국 : 방콕 (총영사관)

## 오세아니아
- 피지 : 수바 (고등판무관 사무소)
- 오스트레일리아 : 브리즈번 (총영사관)

## 대표부
- UN 주재 나우루 대표부 : 뉴욕

## 같이 보기
- 나우루 주재 외국공관 목록